# Astrophotometer

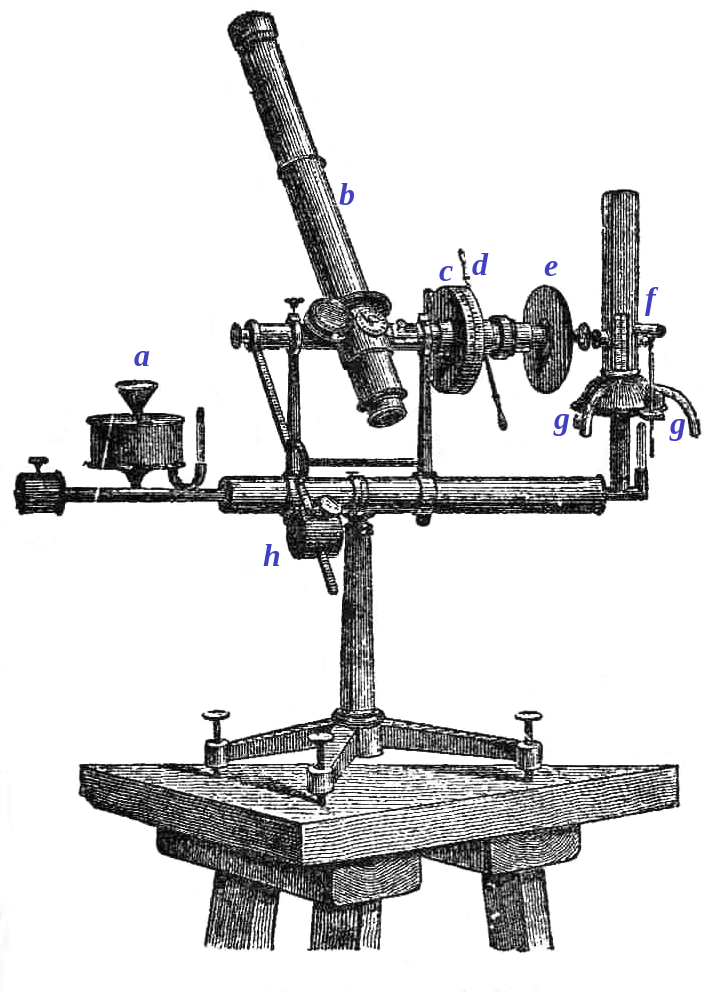
Astrophotometer

Das Astrophotometer ist ein historisches Messgerät zur photometrischen Bestimmung der Helligkeit eines Himmelskörpers nach Karl Friedrich Zöllner.
Es erzeugt neben dem zu beobachtenden Stern einen künstlichen Stern definierter Helligkeit. Durch Drehen des Photometers kann dieser so weit abgeschwächt werden, dass er der Helligkeit des zu messenden Sterns entspricht. Anhand der Größe der Drehung kann dann die scheinbare Helligkeit des Sterns bestimmt werden.